# Pablo Martínez Téllez
Pedro Pablo Martínez Téllez (León, Nicaragua, 7 de junio de 1946 Managua, Nicaragua, 30 de octubre de 2024) llamado el "El Guadalupano" fue un compositor y cantautor nicaragüense de canciones de contenido social, compuso el "Canto de meditación" o "Canto de los pájaros" que forma parte de la obra musical "Misa Campesina Nicaragüense".

## Reseña biográfica
Nació en León, Nicaragua, el 7 de junio de 1946, como el menor de doce hermanos de una familia muy pobre, creció como cualquier otro niño latinoamericano, trabajando desde muy pequeño en el corte del algodón o en el corte de árboles para su uso como leña, como aprendiz en confiterías, en panaderías, en tenerías, en talleres de carpintería y en la construcción de casas siendo ayudante de albañilería.

## Inicios
Su carrera musical inició en 1974 en un programa radial llamado "Buenos Días Campesinos" que se transmitía en Radio Dario de su ciudad natal, tal como el mismo rememora:
"Yo hacía canciones de obreros que se quejaban del patrón, y una vez, en el Colegio La Salle de León, Carlos Mejía se fijó en mí y me pidió unas canciones. Después supe que las había pasado en un programa que tenía en la Radio Corporación."
Después se trasladó a Managua, se unió a Carlos Mejía y los Hermanos Duarte (que más tarde serían "Los de Palacagüina") fue parte del "Taller de Sonido Popular" y de la "Brigada de Salvación del Canto Nacional". Y así se abrió paso hasta que logró tener un programa que se llamaba "Media hora con El Guadalupano" en Radio Continental.

## El canto de los pájaros
La Misa Campesina Nicaragüense fue incubada en el Taller del Sonido Popular por Carlos Mejía Godoy quien invitó a diversos compositores a enrolarse en esta iniciativa y el único que logró aportar creativamente fue Pedro Pablo Martínez , El Guadalupano.
El "Canto de Meditación" o "Canto de los pájaros" es uno de los cantos más hermosos de la Misa Campesina Nicaragüense, cuya letra y melodía compuso en 1975, con 29 años, cuando vivía en una quinta que alquilaba Carlos Mejía Godoy en el kilómetro 10 de la Carretera Sur, en la comarca Nejapa., tal como recordó años después: 
"Ahí saqué "El Canto de Meditación". No sé ni cómo la compuse... creo que fue porque el lugar era bonito, con muchos pájaros y muchos árboles... creo que fue Dios el que me iluminó para que le cantara a su naturaleza."
Sus canciones de contenido social tuvieron su recompensa cuando, en 1976, ganó un festival de música testimonial con la canción "El Niquinohomeño", dedicada al General Sandino. Esto le permitió representar a Nicaragua en el IX Festival Mundial de la Juventud y los Estudiantes que se realizó en La Habana, Cuba en 1978. A su regreso al país, fue tildado de subversivo siendo vigilado por agentes de la Oficina de Seguridad Nacional (OSN) y hostigado por la Guardia Nacional de Nicaragua (G.N.). 
Lo detuvieron en el puesto fronterizo de Peñas Blancas y lo liberaron tres días después, pero le impusieron la prohibición de viajar al exterior. Estaba fichado, porque para los nicaragüenses era prohibido viajar a países socialistas y únicamente un oficial superior podía extender el permiso de salida para suspender esta restricción.
En 1977 viaja a España acompañando a Carlos Mejía durante sus presentaciones.
Su momento de gloria le llegó a inicios de 1979 cuando, con  la Orquesta Sinfónica de Londres y con los cantores españoles Ana Belén, Sergio y Estíbaliz, Miguel Bosé, Elsa Baeza  y el trío Laredo, grabó la "Misa Campesina Nicaragüense" en un estudio de Madrid. Del álbum producido se vendieron más de 50 mil copias en menos de dos meses y alcanzó un disco de oro que El Guadalupano aún conserva en su casa.
"Fue un éxito. Sobre todo cuando se grabó en el género pop en 1979. Yo había viajado a Madrid en 1977, pero la canción se hizo popular en el 79, y fue porque Carlos Mejía dio a conocer la Misa Campesina después que ganó la OTI  en el 77 con la canción "Quincho Barrilete". Entonces gustó mucho a la disquera CBS. Así fue como me gané el pase para ir a España, por mi canción."
Pudo hacer una carrera más rentable, pero cayo en el alcoholismo del cual logró librarse con mucha fuerza de voluntad y apoyo familiar para seguir cantándole a las reivindicaciones populares.
En los años 80 del siglo XX trabajó en el Ministerio de Cultura y fue miembro de la Asociación de Promotores de la Cultura ligado a las actividades culturales de la Central Sandinista de Trabajadores (C.S.T.).
Murió en Managua, a los 78 años de edad.

## Obra musical
Compuso más de 700 canciones, entre las que destacan las siguientes:  
- "Canto de Meditación" o "Canto de los pájaros" de la Misa Campesina Nicaragüense.[3]
- "El Niquinohomeño" dedicada al General Sandino.[3]
- "Canción del agua" un auténtico canto ecológico.
- "Hay que aprender a leer" incluida en el álbum "Convirtiendo la oscurana en claridad" que recuerda la Cruzada Nacional de Alfabetización de 1980.
- "El triunfo leonés"
- "Linda es"

## Carrera política
Fue diputado propietario en la Asamblea Nacional de Nicaragua, por el Frente Sandinista de Liberación Nacional (FSLN), electo para el periodo legislativo 1997-2002 en representación de la "Región II" (León y Chinandega).